# Jewgienij Charin
Jewgeinij Charin (ur. 11 czerwca 1995 w Maardu) – rosyjski piłkarz urodzony w Estonii, pomocnik, zawodnik Achmatu Grozny.